# Enric Guinot i Rodríguez
Enric Guinot Rodríguez (Castelló, 1956) és un historiador i professor valencià, catedràtic d'Història Medieval. És membre de l'Institut d'Estudis Catalans. Ha treballat sobre el repoblament del Regne de València i els seus orígens. Ha publicat, amb Ferran Esquilache, Moncada i l'Orde del Temple en el segle xiii. Una comunitat en temps de Jaume I, de l'any 2010.